# ريتشارد رايت (لاعب كرة قدم)

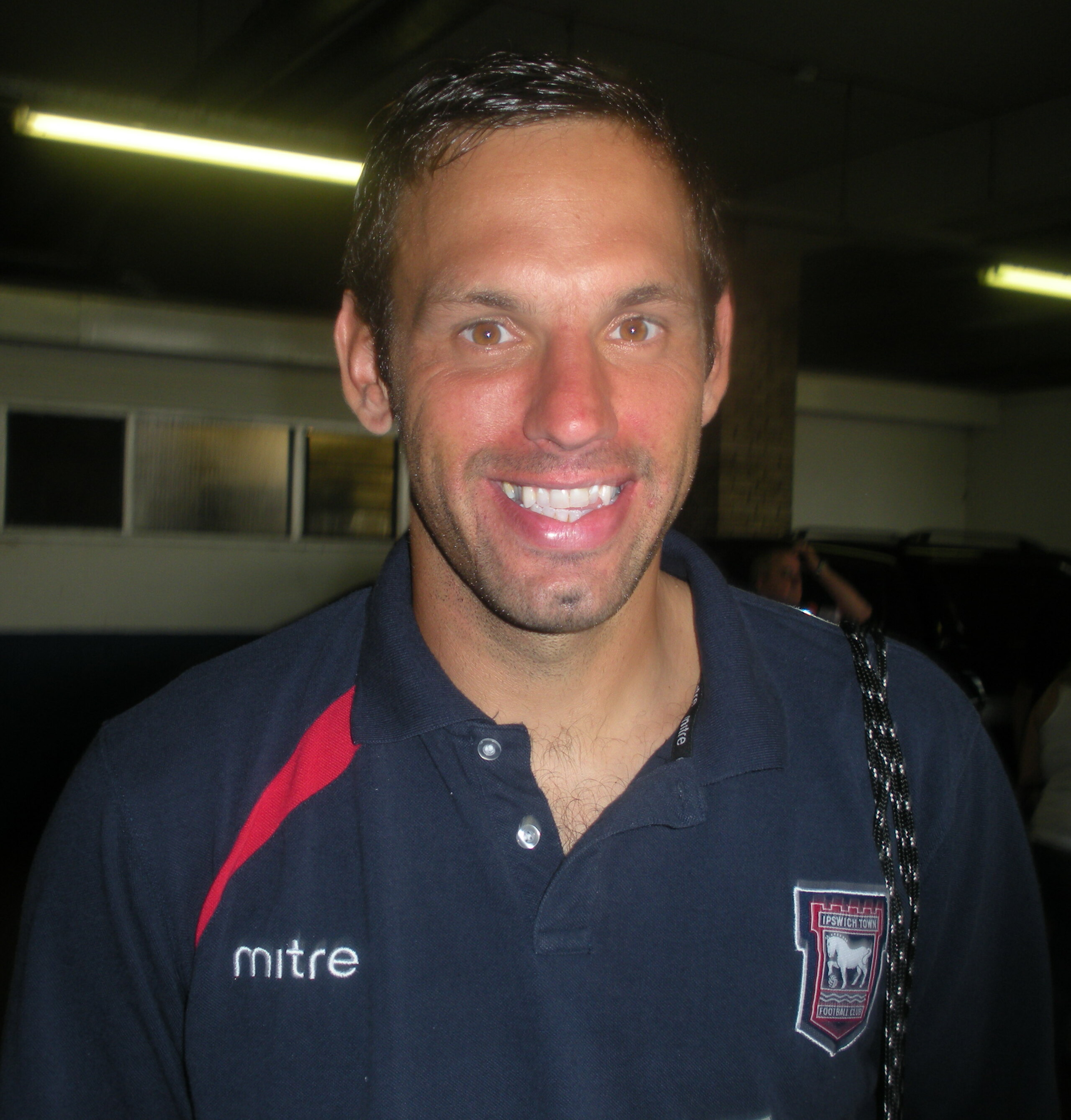

ريتشارد إيان رايت (بالإنجليزية: Richard Wright)، من مواليد 5 نوفمبر 1977 في إيبسويتش في إنجلترا، لاعب كرة قدم إنجليزي.
بدأ مسيرته الكروية مع نادي إيبسويتش تاون في عام 1994، ولعب معهم حتى عام 2001، وشارك معهم في 240 مباراة، وفي موسم 2001/2002 انتقل إلى نادي آرسنال، ولعب معهم 12 مباراة، ومنذ عام 2002 وهو يلعب مع نادي إيفرتون , والآن هو الحارس الاحتياطي لفريق نادي مانشستر سيتي.
و قد لعب مع منتخب إنجلترا لكرة القدم بين عامي 2000 و2001، وشارك في مباراتين دوليتين.

## مسيرته الكروية
لعب ريتشارد رايت خلال مسيرته الاحترافية مع 7 أندية في ثلاثة وعشرون موسمًا ولم يسجل خلالها أي هدف ضمن 380 مباراة. حيث فاز في موسم واحد بالكأس وفي موسمين بالدوري.
خاض ريتشارد رايت مسيرته مع نادي إيبسويتش تاون في موسم 1994–95 في المرة الأولى ليلعب معه ستة مواسم ثم في موسم 2008–09 واستمر معه طيلة ثلاثة مواسم ثم في موسم 2011–12 لمدة موسم واحد، مشاركًا طوالها في 299 مباراة ولم يسجل أي هدف. ثم انتقل إلى نادي أرسنال في موسم 2001–02 لمدة موسم واحد، حيث شارك في 12 مباراة ولم يسجل أي هدف أيضًا. لينتقل بعدها إلى نادي إيفرتون في موسم 2002–03 ليلعب معه خمسة مواسم، مشاركًا في 60 مباراة ولم يسجل أي هدف أيضًا. ثم انتقل إلى نادي ساوثهامبتون في موسم 2007–08 لمدة موسم واحد، مشاركًا في 7 مباريات ولم يسجل أي هدف أيضًا. هذا وانتقل لاحقًا إلى نادي شيفيلد يونايتد في موسم 2010–11 لمدة موسم واحد، مشاركًا في مباراتين ولم يسجل أي هدف أيضًا. ثم انتقل بعدها إلى نادي مانشستر سيتي في موسم 2012–13 ليلعب معه أربعة مواسم، لم يشارك في أي مباراة ولم يسجل أي هدف أيضًا.

## روابط خارجية
- ريتشارد رايت على موقع الاتحاد الأوربي (الإنجليزية)
- ريتشارد رايت على موقع قاعدة بيانات كرة القدم.إي يو (الإنجليزية)
- ريتشارد رايت على موقع ناشيونال فوتبول تيمز (الإنجليزية)
- ريتشارد رايت على موقع Soccerbase.com (لاعب) (الإنجليزية)
- ريتشارد رايت على موقع Soccerway.com (الإنجليزية)
- ريتشارد رايت على موقع عالم كرة القدم.نت (الإنجليزية)
- ريتشارد رايت على موقع كووورة
- ريتشارد رايت على موقع AS.com (الإسبانية)